# Struthiola recta
Struthiola recta är en tibastväxtart som beskrevs av Charles Henry Wright. Struthiola recta ingår i släktet Struthiola och familjen tibastväxter. Inga underarter finns listade i Catalogue of Life.